# Stade Lorrain Université Club Nancy 2011-2012
Questa voce raccoglie le informazioni riguardanti lo Stade Lorrain Université Club Nancy nelle competizioni ufficiali della stagione 2011-2012.

## Stagione
La stagione 2011-2012 dello Stade Lorrain Université Club Nancy è la 19ª nel massimo campionato francese di pallacanestro, la Pro A.

## Roster
Aggiornato al 14 luglio 2021.
| SLUC Nancy 2011-12 | SLUC Nancy 2011-12 |
| Giocatori          | Staff tecnico      |
| ------------------ | ------------------ |

| N. | Naz.                                           | Ruolo | Nome                 | Anno | Alt.   | Peso   |  |
| -- | ---------------------------------------------- | ----- | -------------------- | ---- | ------ | ------ |  |
| 4  | Francia (bandiera)                             | C     | Vincent Pourchot     | 1992 | 218 cm |        |  |
| 5  | Nigeria (bandiera)                             | C     | Akin Akingbala       | 1983 | 209 cm | 120 kg |  |
| 6  | Svezia (bandiera)                              | PG    | Kenny Grant          | 1982 | 188 cm | 88 kg  |  |
| 7  | Francia (bandiera)                             | C     | Moussa Badiane       | 1981 | 208 cm | 100 kg |  |
| 8  | Stati Uniti (bandiera)                         | G     | Jamal Shuler         | 1986 | 191 cm | 88 kg  |  |
| 9  | Seychelles (bandiera) · Francia (bandiera)     | AC    | Abdel Kader Sylla    | 1990 | 205 cm | 99 kg  |  |
| 10 | Francia (bandiera)                             | P     | Kevin Thalien        | 1992 | 190 cm |        |  |
| 11 | Stati Uniti (bandiera)                         | P     | John Linehan (C)     | 1978 | 175 cm | 75 kg  |  |
| 12 | Stati Uniti (bandiera)                         | G     | Bernard King         | 1981 | 196 cm | 88 kg  |  |
| 13 | Camerun (bandiera) · Francia (bandiera)        | AG    | Victor Samnick       | 1979 | 203 cm | 94 kg  |  |
| 14 | Francia (bandiera)                             | G     | Kingsley Pinda       | 1992 | 192 cm | 82 kg  |  |
| 16 | Francia (bandiera)                             | C     | Dženan Kurtić        | 1992 | 206 cm |        |  |
| 17 | Francia (bandiera) · Costa d'Avorio (bandiera) | PG    | Pape-Philippe Amagou | 1985 | 185 cm | 80 kg  |  |
| 18 | Francia (bandiera)                             | AG    | Adrien Moerman       | 1988 | 202 cm | 102 kg |  |
| 20 | Stati Uniti (bandiera)                         | AP    | Kenny Gregory        | 1978 | 197 cm | 94 kg  |  |
| 20 | Stati Uniti (bandiera)                         | AG    | Rob Kurz             | 1985 | 206 cm | 105 kg |  |
| 21 | Stati Uniti (bandiera)                         | AP    | Jimmy Baxter         | 1980 | 198 cm | 96 kg  |  |
| 55 | Francia (bandiera)                             | AP    | Nicolas Batum        | 1988 | 203 cm | 95 kg  |  |

| Allenatore                                                     |
| - Jean-Luc Monschau                                            |
| Assistente/i                                                   |
| - Nessuno Legenda - (C) Capitano - (IN) Inattivo - Infortunato |

## Mercato

### Sessione estiva
| Acquisti | Acquisti             | Acquisti            | Acquisti   | Acquisti |
| R.       | Nome                 | da                  | Modalità   |          |
| -------- | -------------------- | ------------------- | ---------- | -------- |
| PG       | Pape-Philippe Amagou | Roanne              | definitivo |          |
| C        | Vincent Pourchot     | INSEP               | definitivo |          |
| AG       | Adrien Moerman       | Orléans Loiret      | definitivo |          |
| G        | Jamal Shuler         | Vichy               | definitivo |          |
| AP       | Nicolas Batum        | Portland T. Blazers | definitivo |          |

| Cessioni | Cessioni          | Cessioni      | Cessioni       | Cessioni |
| R.       | Nome              | a             | Modalità       |          |
| -------- | ----------------- | ------------- | -------------- | -------- |
| AP       | Tremmell Darden   | Málaga        | fine contratto |          |
| AG       | Stephen Brun      | JSF Nanterre  | fine contratto |          |
| P        | Willie Deane      | Odessa        | fine contratto |          |
| G        | Ralph Mims        | Maroussi      | fine contratto |          |
| P        | Seidou Njoya      | Boulazac      | fine contratto |          |
| G        | Terrance Johnson  | Dallas Impact | fine contratto |          |
| A        | Nicolas Wachowiak |               | fine contratto |          |

### Dopo l'inizio della stagione
| Acquisti | Acquisti      | Acquisti        | Acquisti         | Acquisti   |
| R.       | Nome          | da              | Data             | Modalità   |
| -------- | ------------- | --------------- | ---------------- | ---------- |
| AP       | Kenny Gregory | Free agent      | 9 dicembre 2011  | definitivo |
| G        | Bernard King  | Châlons-Reims   | 3 gennaio 2012   | definitivo |
| AG       | Rob Kurz      | Murcia          | 26 febbraio 2012 | definitivo |
| AP       | Jimmy Baxter  | Bourg-en-Bresse | 21 maggio 2012   | definitivo |

| Cessioni | Cessioni       | Cessioni            | Cessioni         | Cessioni       |
| R.       | Nome           | a                   | Data             | Modalità       |
| -------- | -------------- | ------------------- | ---------------- | -------------- |
| AP       | Nicolas Batum  | Portland T. Blazers | 30 novembre 2011 | fine contratto |
| AP       | Kenny Gregory  |                     | 2 gennaio 2012   | ritirato       |
| C        | Moussa Badiane | Olympique Antibes   | 12 gennaio 2012  | rescissione    |